# Гибридный ракетный двигатель

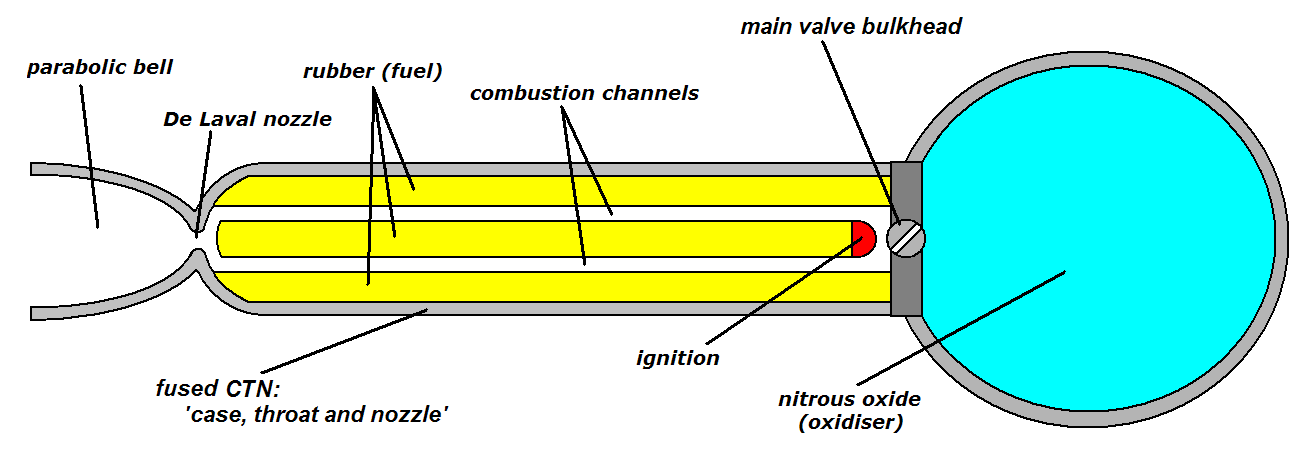
ГРД (схема 1)

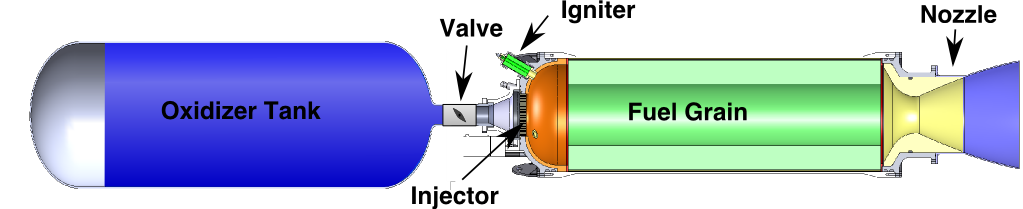
ГРД (схема 2)

Гибри́дный раке́тный дви́гатель (ГРД) — химический ракетный двигатель, использующий компоненты топлива в разных агрегатных состояниях — жидком и твёрдом. В твёрдом состоянии может находиться как окислитель, так и горючее.
Наличие твёрдого компонента позволяет существенно упростить конструкцию. Применяемые окислители достаточно распространены — жидкий и газообразный кислород, закись азота. Топливом может быть любое твёрдое горючее вещество — ПВХ, бутилкаучук, резина, парафин и прочее (шутки ради в передаче «Разрушители легенд» запустили ракету на закиси азота и колбасе).
В СССР первый полёт оснащённой гибридным двигателем экспериментальной крылатой ракеты, спроектированной под руководством С. П. Королёва в ГИРД, состоялся 23 мая 1934 года.
В Российской Федерации исследованием и постройкой ГРД занимается Исследовательский центр имени М. В. Келдыша.
На первом частном космическом челноке «SpaceShipOne» компании «Scaled Composites», поднявшемся в 2004 году на высоту более 100 км, использовался именно ГРД.

## Достоинства
Преимущества по сравнению с жидкостными двигателями:
- Простота конструкции[2] (меньшее количество трубопроводов и клапанов; отсутствие необходимости в турбонасосах для небольших ракет — так как жидкости гораздо меньше, возможно использование системы продувки или самонапорных окислителей).
- Простота в обслуживании (проще инфраструктура заправки, зачастую не нужна нейтрализация проливов).
- Компактность (у высокомолекулярных соединений, идущих на топливо, высокая плотность).
- Возможно добавление в топливо порошка химически активных металлов для увеличения как удельного импульса, так и плотности.

Преимущества по сравнению с твердотопливными двигателями:
- Теоретически более высокий удельный импульс.
- Меньшая взрывоопасность[2]: не взрывается от трещин в топливной шашке; топливо не чувствительно к паразитному электрическому заряду и не склонно к самовоспламенению из-за нагрева; ракету можно перевозить без окислителя и заправлять им на месте.
- Гибкая управляемость: возможны управление тягой, остановка и запуск (в отличие от твёрдого топлива, горение которого практически невозможно приостановить).
- Экологичность[2]: топливо и окислитель зачастую неядовиты.

## Недостатки
У гибридных ракетных двигателей имеются свои технические проблемы:
- По мере выгорания топлива меняется тяга, а топливо во многих конструкциях испещрено каналами, и потому его плотность не столь высока.
- Большая камера сгорания делает двигатель нерентабельным для установки на крупные ракеты.
- Двигатель склонен к «жёсткому старту», когда в камере сгорания накопилось много окислителя, и при зажигании двигатель даёт за короткое время большой импульс тяги.
- Невозможна дозаправка (как и в твердотопливных ракетах). В зависимости от назначения ракеты, это может быть или не быть проблемой.
- Для руления приходится использовать дополнительный двигатель (как и в твердотопливных ракетах).
- Невозможно регенеративное охлаждение сопла, топливная завеса (как и в твердотопливных ракетах).

При разработке больших гибридных орбитальных ракет существует проблема с питанием турбонасосов, повышающих давление окислителя для достижения высоких скоростей потока. В жидкостной ракете для этого используется основная топливная пара, но твёрдое топливо не может подаваться в двигатель турбонасоса.